# Халл, Изабель
Изабель В. Халл (англ. Isabel V. (Virginia) Hull; род. 26 июля 1949) — американский историк, специалист по современной Германии. Доктор, именной профессор-эмерит (John Stambaugh Professor) Корнелла, где преподавала с 1977 года. Член Американской академии искусств и наук (2007).
Когда Изабель было 12 лет, ей в руки попала книга Конрада Гейдена Der Fuehrer. Hitler’s Rise to Power (1944) — вдохновившая её стать историком.
Автор четырёх книг.
Автор книг The Entourage of Kaiser Wilhelm II, 1888—1918 и A Scrap of Paper: Breaking and Making International Law During the Great War (Ithaca, NY: Cornell University Press, 2014. Pp. 368) {Рец. Susan Pedersen, Оливера Диггельманна, , Сэмюэл Мойн, }. Как отмечал О. Диггельманн, последняя книга «дает наиболее ценное представление о роли международного права в период Первой мировой войны».
Также Халл - автор Absolute Destruction: Military Culture and the Practices of War in Imperial Germany (2005) {Рец., } и Sexuality, State, and Civil Society in Germany, 1700—1815 (Cornell University Press, 1996).
Публиковалась в LRB.